# Calocalanus africanus
Calocalanus africanus is een eenoogkreeftjessoort uit de familie van de Paracalanidae. De wetenschappelijke naam van de soort is voor het eerst geldig gepubliceerd in 1979 door Shmeleva.